# Hyrdeøkse
Hyrdeøksen (slovakisk: valaška, ungarsk: fokos, polsk: ciupaga, rabanica, uobuszek, cekanka, tjekkisk: valaška, rumænsk: baltag, ukrainsk: бартка, топірець) er en lang tynd let økse, der brugtes af hyrder i Karpaterne, især i Slovakiet, Tjekkiet, Polen, Ukraine og Ungarn . En hyrdeøkse var både et værktøj og en stok, der kunne bruges som en let våben. Hyrdeøksen har symbolsk historisk og kulturel betydning og bruges stadig som en rekvisit i mange traditionelle danse, f.eks odzemok.

## Histrorisk anvendelse
I Ungarn blev modificerede hyrdeøkser brugt som våben i middelalderen, den anvendtes blandt andet i 1700-tallet i Rákócziopstanden mod habsburgerne. I 16 og 1700-tallet anvendte den ungarske kurucleder Imre Thököly og hans soldater hyrdeøkser som våben. Ungarske hyrder i de nordlige regioner brugte også øksen som et redskab.

## Nutidig brug
Hyrdeøkser laves stadig og sælges som souvenir og til dekorative formål og indgår som rekvisit i mange traditionelle danse. Indimellem ses ældre mænd på landet bruge hyrdeøkser som spadserestokke. De anvendes sjældent som værktøj eller våben.